# رد فعل السعال
يحدث رد فعل السعال أو منعكس السعال عند تحفيز مستقبلات السعال في الجهاز التنفسي بواسطة الغبار أو الجزيئات الغريبة الأخرى، مما يؤدي إلى تحرك الهواء بسرعة والذي عادة ما يزيل المواد الغريبة قبل أن تصل إلى الرئتين. يؤدي هذا عادةً إلى إزالة الجزيئات من الشعبة الهوائية والقصبة الهوائية، وهي الأنابيب التي تغذي أنسجة الرئة بالهواء بواسطة الأنف والفم.  تعتبر الحنجرة، وجؤجؤ القصبة الهوائية (أسفل القصبة الهوائية، حيث تنقسم إلى شعب هوائية) حساسة بشكل خاص، وتعتبر مستقبلات السعال في الخلايا السطحية (الظهارة) في الجهاز التنفسي حساسة أيضًا للمواد الكيميائية. تعتبر القصيبات الطرفية وحتى الحويصلات الهوائية حساسة للمواد الكيميائية مثل غاز ثاني أكسيد الكبريت أو غاز الكلور . 

## فسيولوجيا السعال
توجد مستقبلات السعال أو المستقبلات في الجدار الخلفي للقصبة الهوائية والبلعوم والقصبة الهوائية ، وهي النقطة التي تتفرع فيها القصبة الهوائية إلى الشعب الهوائية الرئيسية، وعند تنشيطها، تنتقل النبضات عبر العصب الحنجري الداخلي ، وهو فرع من العصب الحنجري العلوي الذي ينبع من العصب المبهم (CN X) إلى لب الدماغ. هذا هو المسار العصبي الوارد. على عكس المناطق الأخرى المسؤولة عن الإجراءات اللاإرادية مثل البلع ، لا توجد منطقة محددة تم تحديدها على أنها مركز السعال في الدماغ.
يتبع المسار العصبي الصادر بعد ذلك، مع الإشارات ذات الصلة التي تنتقل مرة أخرى من القشرة الدماغية والنخاع عبر الأعصاب المبهمة والحنجرة العلوية إلى المزمار، والعضلات الوربية الخارجية، والحجاب الحاجز، وعضلات الشهيق والزفير الرئيسية الأخرى. آلية السعال كالتالي:
- ينقبض الحجاب الحاجز (المرتبط بالعصب الحجابي ) والعضلات الوربية الخارجية (التي تغذيها الأعصاب الوربية القطعية)، مما يخلق ضغطًا سلبيًا حول الرئة.
- يندفع الهواء إلى الرئتين من أجل معادلة الضغط.
- ينغلق المزمار (العضلات التي يغذيها العصب الحنجري الراجع ) وتنقبض الحبال الصوتية لإغلاق الحنجرة.
- تنقبض عضلات البطن لتحفيز عمل الحجاب الحاجز المسترخي؛ في نفس الوقت، تنقبض عضلات الزفير الأخرى. تزيد هذه الإجراءات من ضغط الهواء داخل الرئتين.
- تسترخي الحبال الصوتية وتنفتح المزمار، وتطلق الهواء بأكثر من 100 ميلا في الساعة.
- تنهار القصبات الهوائية والأجزاء غير الغضروفية من القصبة الهوائية لتشكيل شقوق يتم من خلالها دفع الهواء، مما يزيل أي مهيجات مرتبطة بالبطانة التنفسية.

يؤدي تحفيز الفرع الأذني للعصب المبهم الذي يغذي الأذن إلى السعال. ويُعرف ذلك رد الفعل المنعكس الناتج عن سعال الأذن باسم رد فعل أرنولد . قد يمنع ضعف عضلات الجهاز التنفسي، أو ثقب القصبة الهوائية، أو أمراض الأحبال الصوتية (بما في ذلك الشلل أو التخدير) إلى إخلاء الشعب الهوائية بشكل فعال عند العطس.

## اختلال وظيفي
يضعف منعكس السعال عند الشخص الذي تكون عضلات البطن والجهاز التنفسي لديه ضعيفة. يمكن أن تكون هذه المشكلة ناتجة عن حالات مرضية تؤدي إلى ضعف العضلات أو الشلل ، أو بسبب الخمول لفترات طويلة ، أو كنتيجة لعملية جراحية تشمل هذه العضلات.  كما أن ملازمة الفراش تقيد تمدد الصدر وتحد من كمية الهواء التي يمكن أن تدخل إلى الرئتين استعدادًا للسعال، مما يجعل السعال ضعيفًا وغير فعال.  قد يضعف هذا المنعكس أيضًا بسبب تلف الفرع الداخلي للعصب الحنجري العلوي الذي ينقل الفرع الوارد للقوس الانعكاسي.  يتضرر هذا العصب بشكل شائع عن طريق ابتلاع جسم غريب ، مثل عظم الدجاج ، مما يؤدي إلى استقراره في العطلة الكمثرية (في البلعوم الحنجري ) أو عن طريق الإزالة الجراحية للجسم المذكور.

## اختبارات
يمكن اختبار رد فعل السعال عن طريق استنشاق الهواء مع 200 ميكرولتر / لتر كابسيسين 

## أنظر أيضا
- سعال